# Islote Page
Islote Page är en ö i Argentina.   Den ligger i provinsen Chubut, i den södra delen av landet, 1 300 km sydväst om huvudstaden Buenos Aires.